# اوباتا کاگه‌نوری
اوباتا کاگه‌نوری، اوباتا کانبی (به ژاپنی: 小幡景憲 Obata Kagenori); تولد ۱۵۷۲ – مرگ ۳ آوریل ۱۶۶۳) یک محقق کنفوسیوسی و یکی از ملازمان خاندان تاکدا در طی دوره سنگوکو بود.